# Danae Stratou

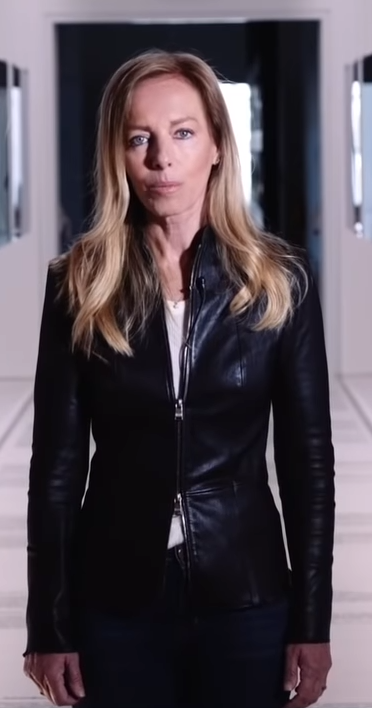
Danae Stratou

Danae Stratou (Grieks: Δαναης Στρατου) (Athene, 1964) is een Griekse kunstenares en hoogleraar.

## Leven en werk
Van 1983  tot 1988 heeft Danae Stratou aan het Central St. Martins College of Art and Design in Londen schone kunsten gestudeerd. Ze is parttime werkzaam als hoogleraar aan de Academie van Schone Kunsten te Athene. In 1999 was zij als kunstenares de vertegenwoordigster van Griekenland op de 48ste Biënnale van Venetië te Venetië, in 2001 op de 1ste Valencia Biennale te Valencia en op 2004 op Transcultures te België.
Met drie andere kunstenaressen (D.A.ST. Arteam) creëerde zij Desert Breath in de El Gouna woestijn, een deel van de Sahara  in Egypte. Het project omvatte 100.000 vierkante meter landschapskunst.
In 2010 richtte Danae Stratou samen met haar echtgenoot Yanis Varoufakis de non-profitorganisatie Vital Space op, een organisatie die gebaseerd is op het principe dat kunstwerken de wereld ten goede zouden kunnen veranderen. 
Haar werk is onder andere tentoongesteld in het Nationaal Museum voor Moderne Kunst (EMST) (Εθνικό Μουσείο Σύγχρονης Τέχνης) te Athene en in musea en privécollecties in Israël, Frankrijk, Amerika en Egypte.

## Tentoonstellingen
- Installations, Danae Stratou, Open Studio, Athene, 1996.
- Desert Breath, Land Art Installation by D.A.ST. Arteam, (Danae Stratou, Alexandra Stratou and Stella Constantinides), El Gouna, Egypte, 1997.
- Breathe / Water Section, georganiseerd door Zoumboulakis Galleriesen de  K. Sarantopoulos Flower Mills , Conservator:  Efi Strousa, Athene, 2000.
- See Through, Zoumboulakis Galleries, Athene, 2005.
- "CUT- 7 Dividing li2008
- Breathing Circle, Buitenopstelling, Sani Festival in samenwerking met the State Museum of Contemporary Art, Conservatoren: Areti Leopolulou & Theodore Markoglou. Halkidiki, Greecenes", Zoumboulakis Galleries, Athene, 2007.
- Solo Exhibition, ICESONGS , at La Verriere (Fondation D' Enterprise Hermes). Conservator Alice Morgain, Brussels, België, 2010.
- A solo presentation of The River of Life, *at the Old Bath House of the Winds. Georganiseerd door het Griekse ministerie van cultuur, Athene, 2011.
- Black Boxes!, Zoumboulakis Galleries, Athene, 2012.

## Persoonlijk
Danae Stratou is gehuwd met Yanis Varoufakis.